# 諸星裕
諸星 裕（もろほし ゆたか、1946年10月7日 - ）は、日本の学者、桜美林大学名誉教授・ミネソタ州立大学特別功労教授・一般社団法人日本ゴルフツアー機構会長。日本ゴルフ改革会議副議長。BS日本番組審議会委員。神奈川県二宮町出身。なお、関西ローカル番組『ちちんぷいぷい』出演時の肩書きは、大手前大学客員教授。ニックネームはモロパン。

## 主な経歴
- 1969年　国際基督教大学教養学部卒業
- 1970年　渡米しブリガムヤング大学大学院修士課程余暇学専攻入学
- 1971年　修士課程修了し、オンタリオ州矯正省入省
- 1976年　矯正省を退職し、ユタ州立大学大学院博士課程修了
- 1977年　ミネソタ州立セントクラウド大学助教授
- 1984年　ミネソタ州立セントクラウド大学教授
- 1987年　ミネソタ州立大学学部長代行
- 1989年　1994年　ミネソタ州立大学秋田校学長
- 1998年　桜美林大学大学院アドミニストレーション研究科教授就任
- 1999年　桜美林大学大学院教学担当副学長就任
- 2017年　桜美林大学名誉教授
- 2024年　一般社団法人日本ゴルフツアー機構（JGTO）会長就任

## エピソード
- 「おはよう!ナイスデイ」から「情報プレゼンター とくダネ!」へ12年続けていたフジテレビの朝の情報番組のレギュラー・コメンテータ出演を2010年3月19日限りで退いた。2021年3月26日の「とくダネ!」最終回で久々に登場。

## 出演番組
| 期間          | 期間          | 番組名                                   | 役職                             |
| ------------- | ------------- | ---------------------------------------- | -------------------------------- |
| 1998年        | 1999年3月31日 | おはよう!ナイスデイ（フジテレビ）        | コメンテーター                   |
| 1999年4月1日  | 2010年3月19日 | 情報プレゼンター とくダネ!（フジテレビ） | コメンテーター                   |
| 1999年10月3日 | 2008年9月28日 | THE・サンデー（日本テレビ）              | 隔週交代でのコメンテーター       |
| 2002年4月     | 2007年3月     | 荒川強啓 デイ・キャッチ!（TBSラジオ）    | 火曜日→月曜日レギュラー出演      |
| 就任時期不明  | 2011年8月3日  | ぴーかんテレビ（東海テレビ）             | 隔週水曜日コメンテーター         |
| 2006年4月     | 降板時期不明  | ちちんぷいぷい（MBSテレビ）              | 『ぷいぷい顧問団』隔週金曜日出演 |
| 2021年3月26日 | 2021年3月26日 | 情報プレゼンター とくダネ!（フジテレビ） | 最終回出演                       |

## 著書
- プロ交渉人―世界は「交渉」で動く（2007年、集英社）
- 消える大学 残る大学 全入時代の生き残り戦略（2008年、集英社）